# Hươu xạ núi cao
Hươu xạ núi cao (Moschus chrysogaster) là một loài động vật có vú trong họ Moschidae, bộ Artiodactyla. Loài này được Hodgson mô tả năm 1839.

## Phân bố
Loài này phân bố ở Bhutan; Trung Quốc; Ấn Độ; Nêpan. Sống ở độ cao 2.000 mét đến 5.000 mét